# Hổ phách (màu)
 #FFBF00 
Màu hổ phách (tên tiếng Anh: Amber) là màu vàng ánh da cam, có tên gọi từ một loại vật liệu là hổ phách (một loại nhựa cây lâu năm hóa thạch dùng làm đồ trang sức. Mặc dù nó không phải là khoáng chất, nhưng nó có thể được sử dụng như đá quý.)

## Tọa độ màu
```
Số Hex
 = #FFBF00

RGB
    (r, g, b)    =  (255, 191, 0)

CMYK
   (c, m, y, k) =  (0, 25, 100, 0)

HSV
 (h, s, v) =  (45, 100, 100)

HLS
 (h, l, s) =  (30, 240, 120)
```